# 25C-NBOMe
Le 25C-NBOMe (ou 2C-C-NBOMe) est une drogue psychédélique dérivée du 2C-C.
Il a été découvert en 2003 à l'université libre de Berlin par le chimiste Ralf Heim, puis étudié par David Nichols à l'université Purdue.

## Chimie
Le 25C-NBOMe est un dérivé de la phényléthylamine 2C-C, découverte par Alexander Shulgin et décrite dans son ouvrage PiHKAL.
Il est généralement utilisé sous forme chlorhydrate,.

## Pharmacologie
Le 25C-NBOMe est un puissant agoniste partiel du récepteur 5-HT2a (en),.

## Effets
Étant un nouveau produit de synthèse, le 25C-NBOMe est peu documenté et on ne connaît que peu sa toxicité et son action pharmacologique.
Comme d'autres composés de la famille 25x-NBOMe, il est responsable de plusieurs décès par overdose aux États-Unis. Ayant un effet à une dose minime (moins d'un milligramme), il est souvent vendu comme du LSD ou de la "mescaline synthétique", ce qui provoque de nombreux effets indésirables chez les consommateurs.

### Effets recherchés
- hallucinations intenses ;
- état modifié de conscience ;
- sensations d'euphorie, d'énergie, de bien-être ;
- stimulation physique et mentale ;
- augmentation de la créativité ;
- appréciation accrue de la musique ;
- expériences spirituelles ;
- sentiments d'amour et d'empathie.

### Effets indésirables
- dilatation des pupilles ;
- modification de la perception du temps ;
- augmentation du rythme cardiaque ;
- bâillements ;
- confusion, délires ;
- nausée ;
- insomnie ;
- paranoïa ;
- tachycardie ;
- hypertension, vasoconstriction ;
- hyperthermie ;
- syndrome sérotoninergique ;
- tremblements, spasmes ;
- rhabdomyolyse ;
- décès.